# 観音寺 (八潮市)
観音寺（かんのんじ）は、埼玉県八潮市にある真言宗豊山派の寺院。

## 歴史
戦国時代後期、浜野大学の開基である。大学の父である清忠の菩提を弔うために寺を創建した。清忠は1534年（天文3年）に当地を開発し、その領主となっている。
1936年（昭和11年）から1949年（昭和24年）にかけての激動の時代、当寺は無住（住職不在）だったことから、半ば廃寺化していた。その後は、住職も着任するようになり、1968年（昭和43年）に本堂を大改築し、1989年（平成元年）には客殿や庫裏を完成させ、復興した。

## 文化財
- 木造阿弥陀如来立像（八潮市指定有形文化財 平成7年3月1日指定）[2]
- 観音寺のイチョウ（八潮市指定天然記念物 平成7年3月1日指定）[3]

## 交通アクセス
- 路線バス諏訪神社前停留所より徒歩3分。